# Kerti árvácska
A kerti árvácska (Viola × wittrockiana) az ibolyafélék (Violaceae) családjába és az ibolya (Viola) nemzetségbe tartozó háromszínű árvácska (Viola tricolor) és más ibolyafajok keresztezésével létrehozott kertészeti hibrid növényfaj.

## Jellemzői
Kétéves növény, 10–20 cm. Júniusban vetik, és többszöri áttűzdelés után már októberben kiültetik. A fagyokig nyílik és tavasszal ad igazi színes virágszőnyeget. A hűvös, csapadékos éghajlatú országokban (pl. Dánia, Németország tavasztól őszig virít. Magyarországon az aszályos, száraz meleg nyár hamar elviszi.
A 19. században kezdődött az árvácskaláz, az addig ültetett háromszínű árvácskát (Viola tricolor) egy altáji és egy dél-európai fajjal keresztezték. A keresztezett fajnak több előnye is van, pl. a virágai jelentősen nagyobbak, hosszabb a virágzási idő, fagytűrőbb a korábban elterjedt vadárvácskánál. Ahhoz, hogy a téli fagyokat ténylegesen átvészelje, késő ősszel (időjárástól függően október, november hónapban) ajánlatos lassan rothadó (pl. fenyő) lombokkal, valamint földdel takarni a töveket.
Ehető, ízük enyhén mentás; de elsősorban nem ezért, hanem díszessége, mutatós jellege miatt használják őket egyes hidegtálak, illetve gyümölcsételek díszítésére.

## Képek

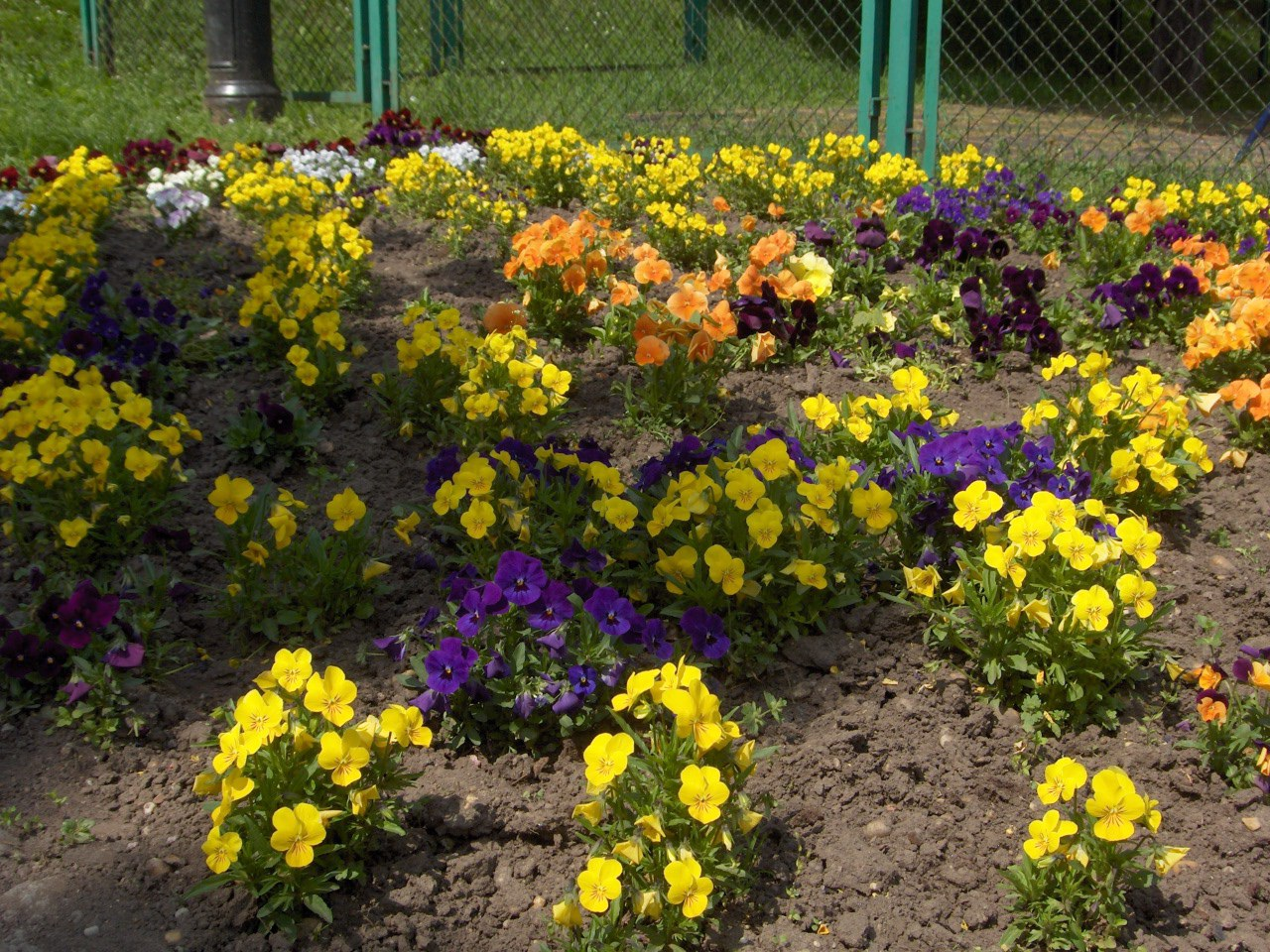
Árvácska fajták (Viola x wittrockiana)
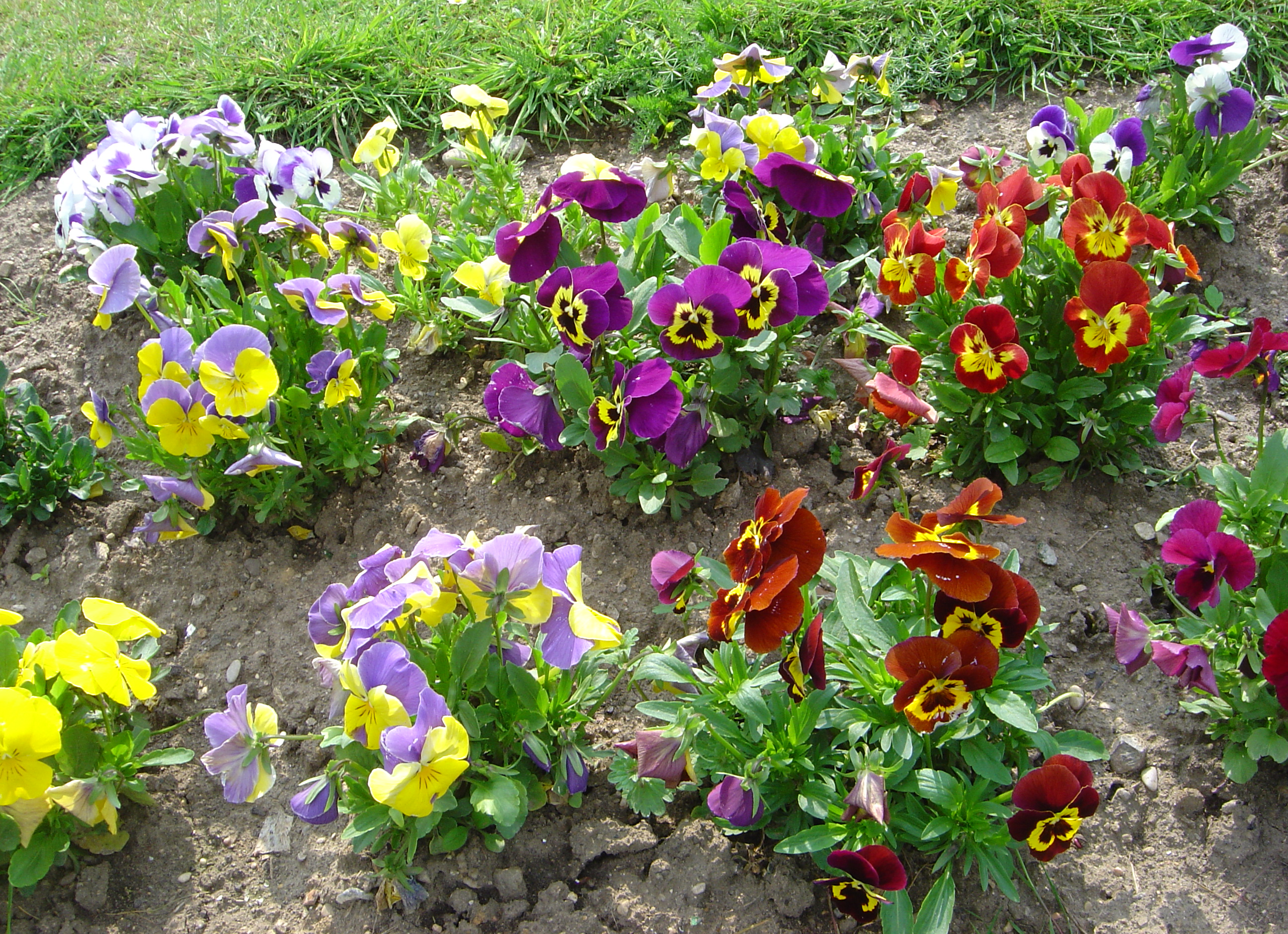
Kedvelt az árvácska virágágyi kiültetésekben.
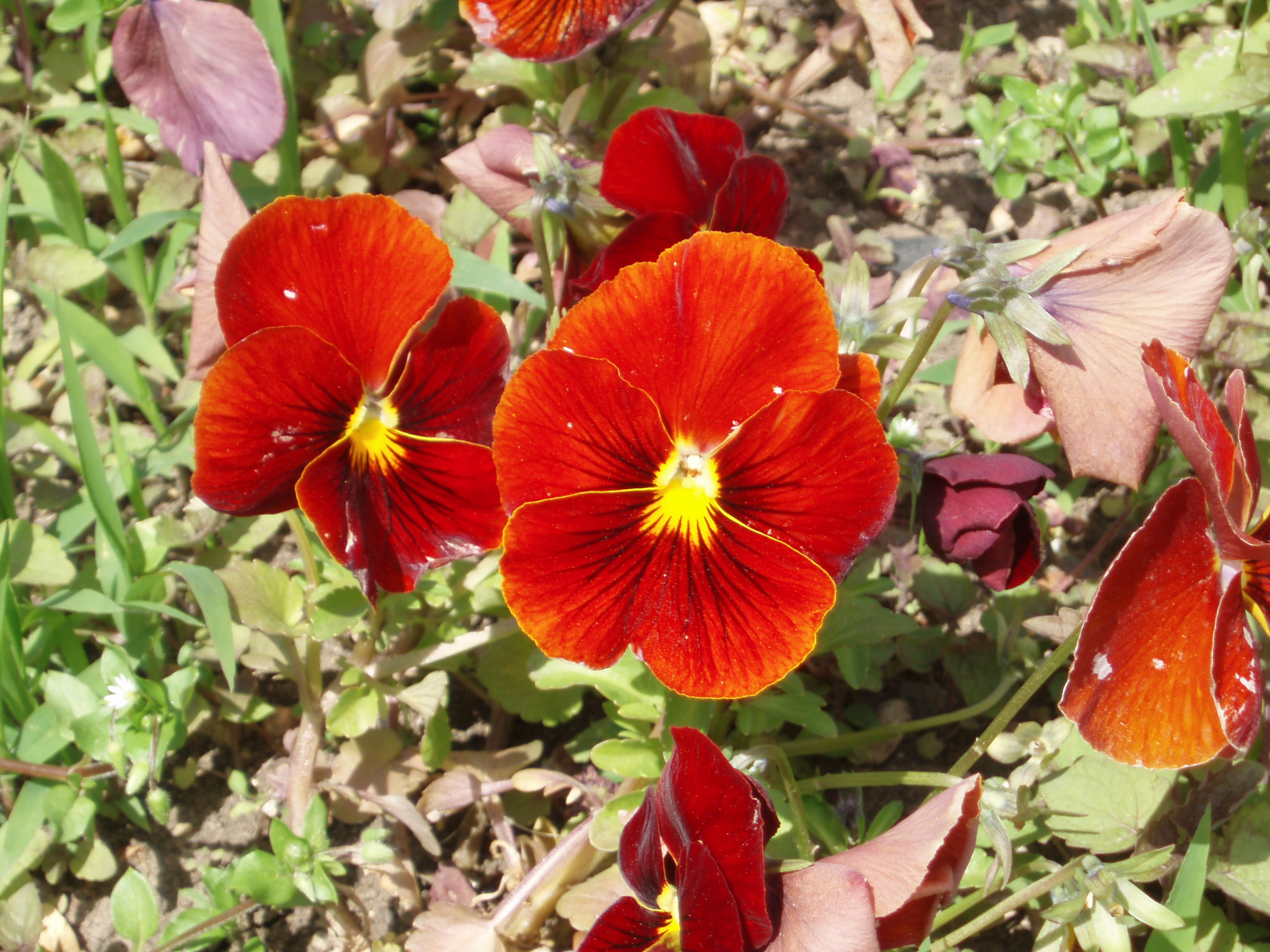
Skarlátszínű árvácska
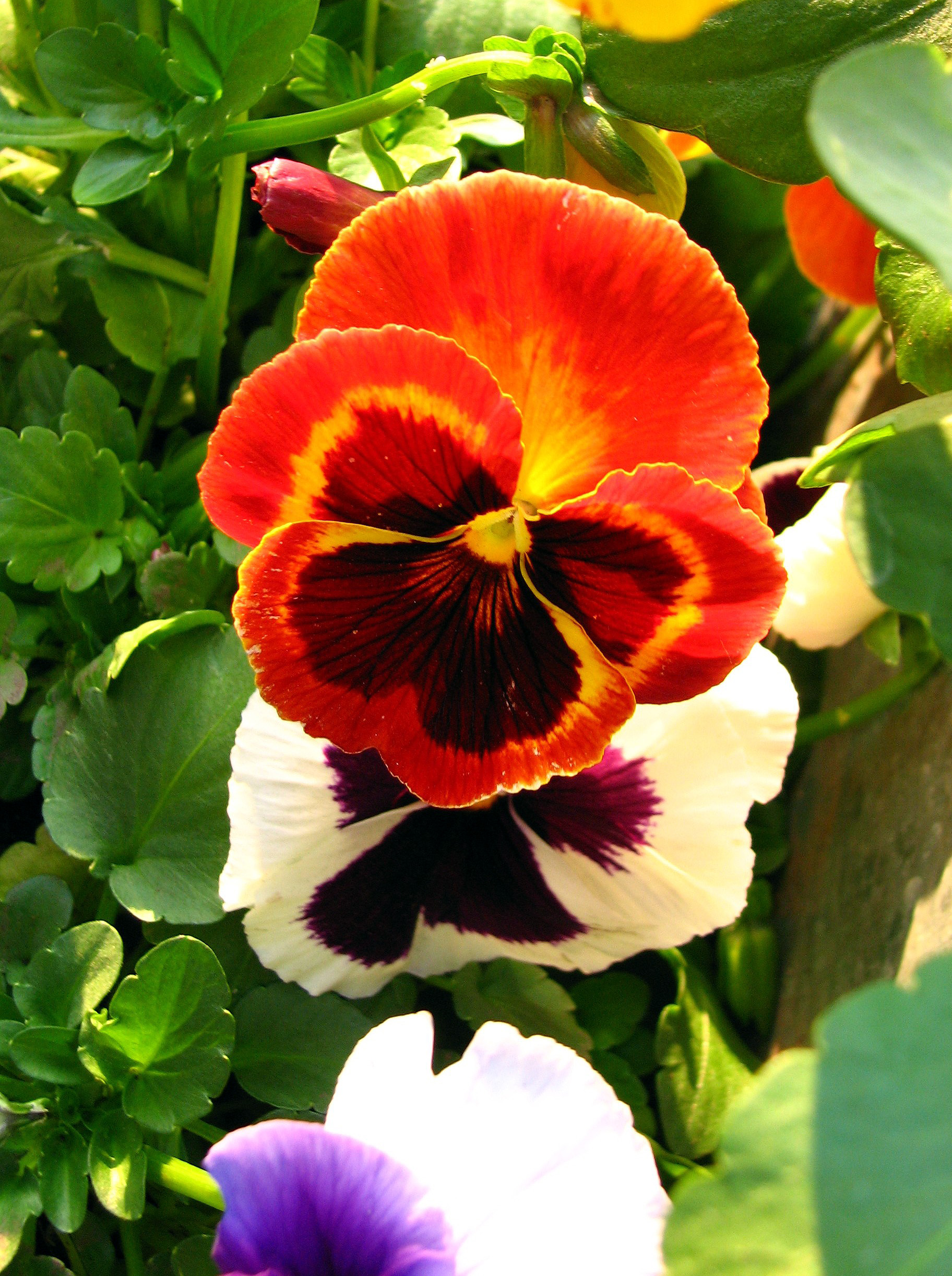
Több színben
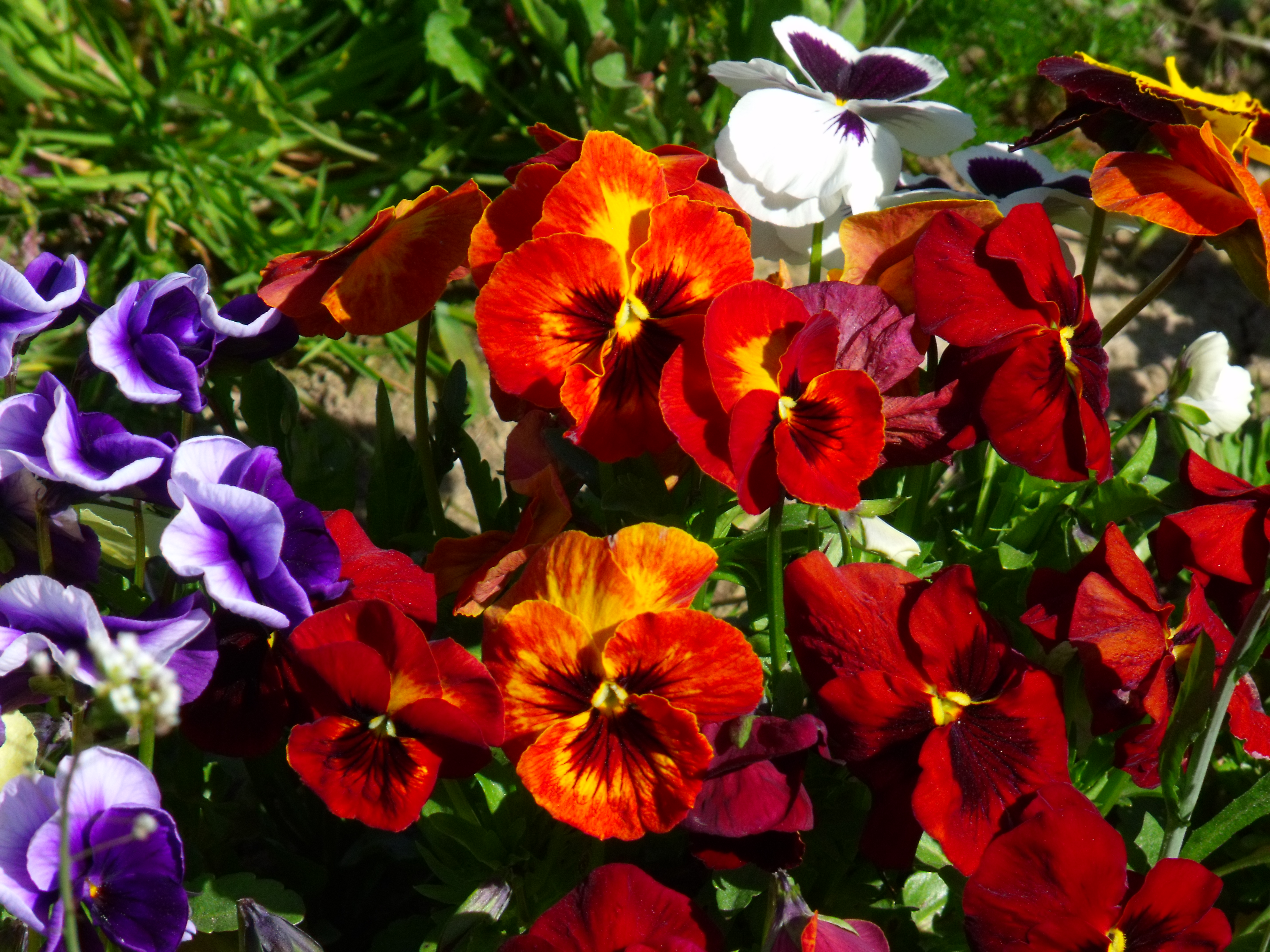
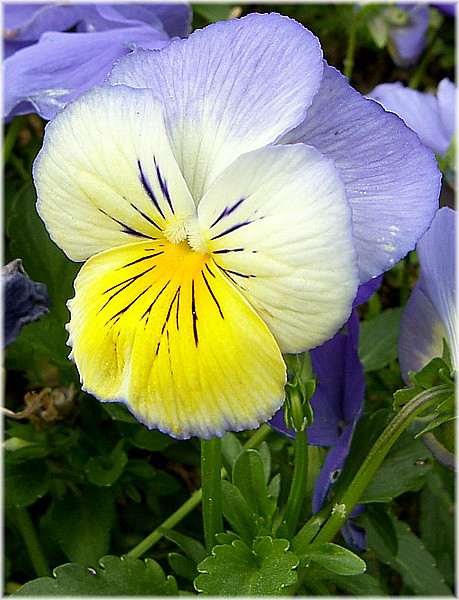
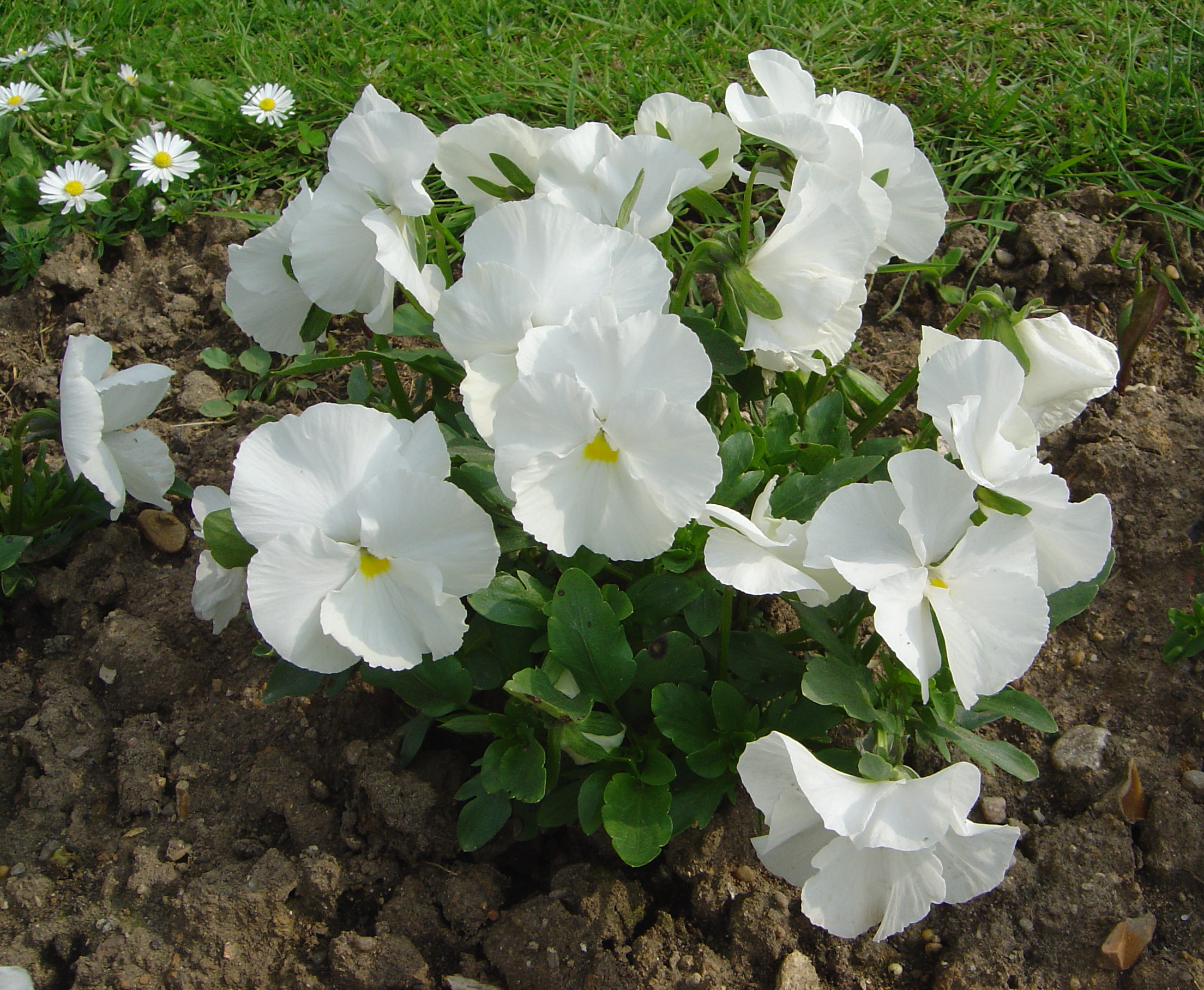
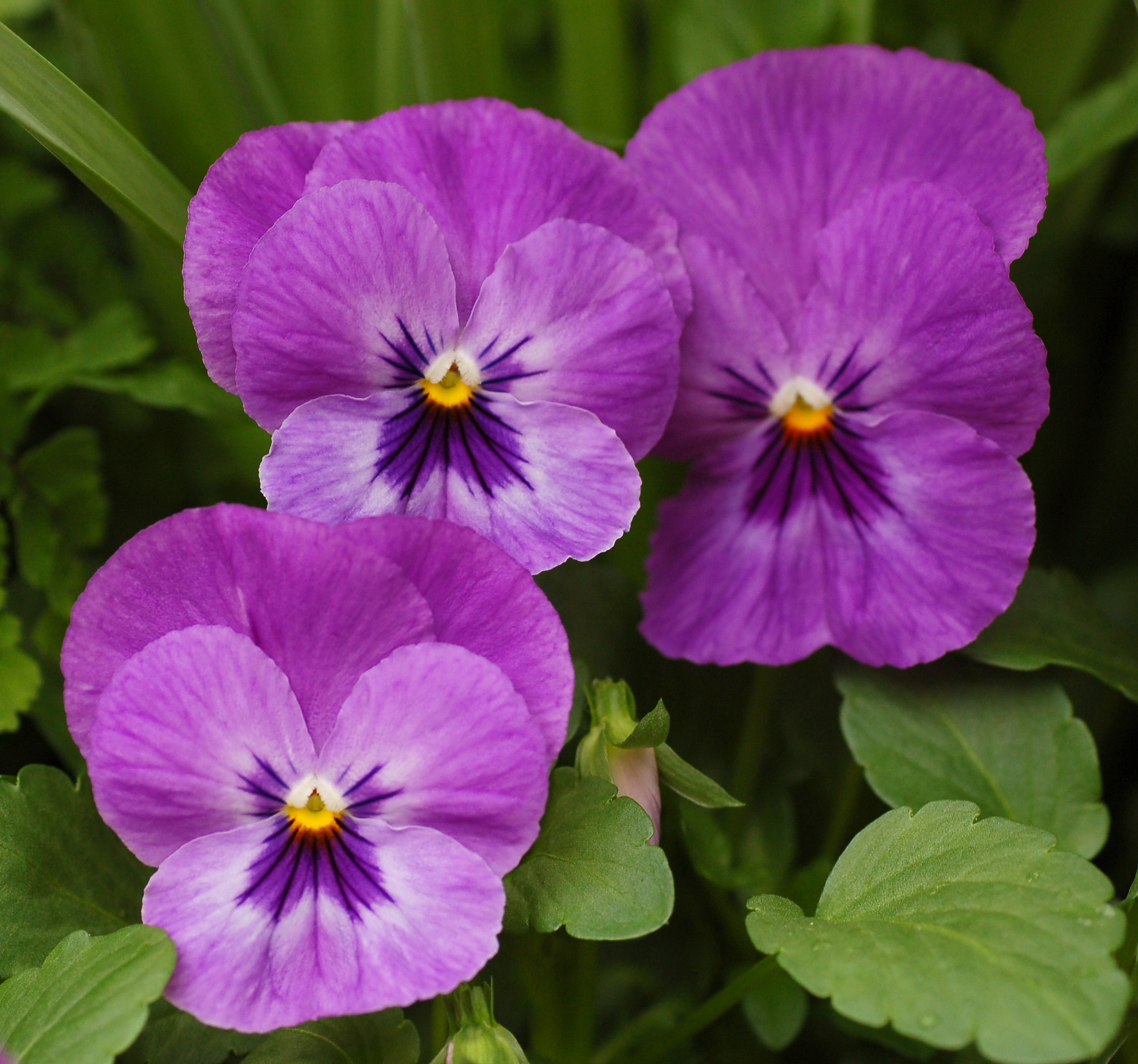